# أدريان لوكاس
أدريان لوكاس (بالإنجليزية: Adrian Lucas)‏ هو موزع بريطاني، ولد في 1962.

## وصلات خارجية
- أدريان لوكاس على موقع ميوزك برينز (الإنجليزية)
- أدريان لوكاس على موقع ديسكوغز (الإنجليزية)